# Municipio de Orvil
El municipio de Orvil (en inglés: Orvil Township) es un municipio ubicado en el condado de Logan en el estado estadounidense de Illinois. En el año 2010 tenía una población de 1068 habitantes y una densidad poblacional de 9,84 personas por km².

## Geografía
El municipio de Orvil se encuentra ubicado en las coordenadas 40°16′19″N 89°25′56″O / 40.27194, -89.43222. Según la Oficina del Censo de los Estados Unidos, el municipio tiene una superficie total de 108.58 km², de la cual 108,58 km² corresponden a tierra firme y (0 %) 0 km² es agua.

## Demografía
Según el censo de 2010, había 1068 personas residiendo en el municipio de Orvil. La densidad de población era de 9,84 hab./km². De los 1068 habitantes, el municipio de Orvil estaba compuesto por el 99,16 % blancos, el 0,09 % eran afroamericanos, el 0,09 % eran asiáticos y el 0,66 % eran de una mezcla de razas. Del total de la población el 1,4 % eran hispanos o latinos de cualquier raza.